# Anastazja (film 1997)
Anastazja – film animowany z 1997 roku, produkcji amerykańskiej, którego główną bohaterką jest Ania – sierota, która okazuje się Anastazją Nikołajewną Romanową, następczynią carskiego tronu. Do polskich kin trafił 23 stycznia 1998 roku za sprawą Syreny EG. 31 marca 2002 roku TVP1 wyemitowała Anastazję z własnym opracowaniem dubbingu.

## Fabuła
W 1916 roku podczas świętowania trzechsetnej rocznicy panowania dynastii Romanowów w Rosji wyjeżdżająca wkrótce z Moskwy do Paryża cesarzowa-matka Maria przekazuje ukochanej wnuczce 8-letniej Anastazji, najmłodszej córce cara Mikołaja II, naszyjnik z napisem Razem w Paryżu, a także pozytywkę z kołysanką, którą zwykła jej co noc śpiewać. Nagle do pałacu wtarga wygnany za zdradę były doradca carski Grigorij Rasputin wraz ze swym zausznikiem, nietoperzem Bartokiem. W zemście rzuca na całą rodzinę klątwę prowadzącą do wybuchu krwawej rewolucji obalającej carat. Marii i Anastazji, dzięki pomocy 10-letniego służącego Dymitra, udaje się uciec z pałacu przed rewolucjonistami, dziewczynka gubi jednak pozytywkę. Po drodze na stację kobiety usiłuje zatrzymać Rasputin, lecz załamuje się pod nim lód, a czarnoksiężnik tonie. Maria wsiada do pociągu, lecz jej wnuczce się to nie udaje – pada ona na peron bez przytomności.
Po 10 latach Anastazja (posługująca się imieniem Ania) wychodzi z sierocińca, jednak nie pamięta nic ze swojej przeszłości. W towarzystwie przyjaznego psa imieniem Mucha rusza do Sankt Petersburga, gdzie kierując się napisem na naszyjniku usiłuje kupić bilet do Paryża, licząc na odnalezienie tam swoich bliskich. Potrzebna jest jej do tego wiza, więc Ania udaje się do opuszczonego carskiego pałacu, gdzie podobno przebywa ktoś, kto może jej taką załatwić. Są to Dymitr i jego przyjaciel Wołodia, upadły arystokrata – drobni oszuści, którzy znęceni nagrodą oferowaną przez Marię usiłują odnaleźć kogoś przypominającego Anastazję, zwrócić ją babce w Paryżu i zgarnąć pieniądze, zanim ta się zorientuje. Anię w pałacu nękają niejasne wspomnienia.
Dymitr i Władimir są zaszokowani jej podobieństwem do carewny z obrazów. Wmawiają jej, że może rzeczywiście być Anastazją i musi pokazać się Marii. Ania po dłuższych wahaniach zgadza się. Całość obserwuje z góry Bartok, który przypadkowo trafia do przebywającego w czyśćcu Rasputina, informując go o przeżyciu Anastazji. Ten wysyła za pociągiem, którym jedzie cała trójka, stado swoich czarcich sług, doprowadzając do katastrofy kolejowej, jednak podróżnikom udaje się przeżyć. W drodze do Stralsundu, skąd mają odpłynąć do Paryża, Ania dowiaduje się, że będzie musiała dowieść swojej „autentyczności” przed kuzynką Marii – Sophie. Wpada w przygnębienie, jednak Dymitr i Wołodia przekonują ją, że da sobie radę, udzielają jej też niezbędnych wskazówek.
Na statku Dymitr uświadamia sobie, że czuje coś do Ani. Podczas rejsu Rasputin dosięga Ani przez sen, nakłaniając ją do wyskoczenia za burtę, Dymitr jednak ją ratuje. W końcu cała trójka dociera bezpiecznie do celu. W międzyczasie Maria podejmuje decyzję, że nie będzie więcej przesłuchiwała kolejnych kandydatek nasyłanych przez chciwych oszustów. Rasputin odzyskawszy siły dzięki magii osobiście rusza do Paryża, chcąc sam się zająć Anastazją. Sophie przesłuchuje Anastazję, choć bez udziału cesarzowej-matki. Dziewczyna zna wszystkie odpowiedzi, przypomina sobie też sposób, w który wydostała się z babką z pałacu, wspominając o pomagającym im chłopcu. Dymitr pojmuje, że Ania to prawdziwa Anastazja. Sophie zabiera ich na wycieczkę po Paryżu, którą wieńczą wizytą na rosyjskim balecie, gdzie przebywa cesarzowa.
Dymitr usiłuje wyprosić na władczyni audiencję dla Ani, jednak ta oświadcza, że wie o jego planie oszustwa. Słyszy to czekająca za drzwiami Ania, która wściekła na Dymitra opuszcza teatr. Mężczyzna decyduje się na desperacki krok – porywa samochód cesarzowej z nią w środku i zawozi ją aż do domu Sophie. Dalej nieprzejednana Maria ulega, gdy Dymitr pokazuje jej pozytywkę, którą trzymał przy sobie od czasu ataku rewolucjonistów. W trakcie rozmowy między kobietami staje się jasne, że są one spokrewnione – medalion uruchamia kołysankę w szkatułce. Rasputin knuje plany pozbycia się świeżo odnalezionej dziedziczki rosyjskiego tronu, na cześć której szykuje się wielki bal, nie zważając na rady Bartoka o porzuceniu zemsty. Dymitr odmawia przyjęcia od cesarzowej nagrody, nie rozmawia też długo z Anią. Żegna się z Wołodią i rusza z powrotem do Sankt Petersburga. Podczas balu Maria informuje wnuczkę o postawie mężczyzny.
Chwilę potem Ania wychodzi do ogrodów w poszukiwaniu Muchy. W końcu zjawia się przed nią Rasputin, który atakuje ją swoją magią. Na pomoc dziewczynie przychodzi jednak niespodziewanie Dymitr. Z najwyższym trudem pokonują oni czarnoksiężnika, niszcząc jego magiczny relikwiarz. Po walce mężczyzna oddaje Anastazji koronę. Anastazja zostawia cesarzowej list z prośbą o życzenie jej szczęścia, obietnicą, że wkrótce będą znów razem w Paryżu i zapowiedzią ślubu z Dymitrem. Sophie stwierdza, że to wspaniały koniec, na co Maria odpowiada „Nie. To wspaniały początek”. Para narzeczonych podróżuje promem po Sekwanie, niespodziewaną sympatię znajduje też pozbawiony mocodawcy Bartok.

## Obsada
| Postać                                          | Model             | Głos                    | Śpiew              |
| ----------------------------------------------- | ----------------- | ----------------------- | ------------------ |
| Ania / Anastazja Nikołajewna Romanowa (dorosła) | Anna Braga        | Meg Ryan                | Liz Callaway       |
| Ania / Anastazja Nikołajewna Romanowa (dorosła) | Christie Klein    | Meg Ryan                | Liz Callaway       |
| Ania / Anastazja Nikołajewna Romanowa (dorosła) | Jennifer Jeras    | Meg Ryan                | Liz Callaway       |
| Ania / Anastazja Nikołajewna Romanowa (dziecko) | Sarah Helm        | Kirsten Dunst           | Lacey Chabert      |
| Dymitr (dorosły)                                | Michael Tassoni   | John Cusack             | Jonathan Dokuchitz |
| Dymitr (dziecko)                                | Spencer Pearce    | Glenn Walker Harris Jr. | –                  |
| Władimir „Wołodia” Wasylicz Wojnicki            | Bruce Miles       | Kelsey Grammer          | Kelsey Grammer     |
| Grigorij Rasputin                               | Hamilton Mitchell | Christopher Lloyd       | Jim Cummings       |
| Bartok                                          | –                 | Hank Azaria             | –                  |
| wielka księżna Maria Fiodorowna                 | brak danych       | Angela Lansbury         | Angela Lansbury    |
| Sophie Stanisławna Somorkow-Smirnow             | Cathy Dresbach    | Bernadette Peters       | Bernadette Peters  |
| towarzyszka Flegmenkow                          | Cathy Dresbach    | Andrea Martin           | –                  |
| car Mikołaj II                                  | brak danych       | Rick Jones              | –                  |

Źródło:

## Wersja polska
Anastazja została w Polsce zdubbingowana dwukrotnie: raz na potrzeby wersji kinowej, użytej również w wydaniach na VHS/DVD (jest ona zatem znacznie powszechniej znana), a kilka lat później powstał drugi dubbing – na zlecenie TVP. Polscy fani podzielili się w odbiorze obydwu wersji. Tłumaczenie każdej z nich jest bardzo luźne, niejednokrotnie zupełnie zmieniające sens oryginalnego dialogu, co stało się obiektem sporej krytyki ze strony widzów.

### Wersja kinowa
Opracowanie: Start International Polska

Nagrań dokonano w: Sun Studio A/S Kopenhaga

Reżyseria: Ewa Złotowska

Tekst polski: Magdalena Dwojak

Teksty piosenek: Marek Robaczewski

Wystąpili:
- Katarzyna Skrzynecka – Ania / Anastazja Nikołajewna Romanowa
- Jacek Kawalec – Dymitr
- Jan Prochyra – Władimir „Wołodia” Wasylicz Wojnicki
- Henryk Machalica – Grigorij Rasputin
- Robert Rozmus – Bartok
- Zofia Rysiówna – wielka księżna Maria Fiodorowna Romanowa
- Joanna Wizmur – Sophie Stanisławna Somorkow-Smirnow
- Sara Müldner – mała Anastazja
- Antonina Girycz – towarzyszka Flegmenkow

i inni
Lektor: Jarosław Boberek

### Wersja telewizyjna
Opracowanie: Telewizyjne Studia Dźwięku

Reżyseria: Andrzej Bogusz

Tłumaczenie i dialogi: Katarzyna Precigs

Dźwięk: Jakub Milencki

Montaż: Zofia Dmoch

Kierownik produkcji: Monika Wojtysiak

Teksty piosenek: Wiesława Sujkowska

Opracowanie muzyczne: Marian Szałkowski

Wystąpili:
- Joanna Trzepiecińska – Ania / Anastazja Nikołajewna Romanowa
- Tomasz Kozłowicz – Dymitr
- Włodzimierz Bednarski – Władimir Wasylicz Wojnicki
- Marek Barbasiewicz – Grigorij Rasputin
- Mirosław Jękot – Bartok
- Teresa Budzisz-Krzyżanowska – wielka księżna Maria Fiodorowna Romanowa
- Anna Ścigalska – Sophie Stanisławna Somorkow-Smirnow

W pozostałych rolach:
- Barbara Sołtysik – towarzyszka Flegmenkow
- Krzysztof Strużycki
- Dariusz Błażejewski – car Mikołaj II
- Jolanta Wilk
- Iwona Rulewicz –
  - Aleksy Nikołajewicz Romanow
  - jedna z aktorek
- Joanna Orzeszkowska – stara kobieta
- Rafał Żabiński
- Małgorzata Borkowska
- Iwona Kuryłowicz
- Anna Wyrzykowska
- Katarzyna Sołtan
- Katarzyna Zima
- Ewelina Rzezińska
- Marcin Trzciński
- Jakub Grabowski
- Cezary Kozłowski
- Piotr Maculewicz

i inni
Lektor: Andrzej Bogusz

## Odbiór krytyczny
Film został pozytywnie oceniony przez publikę i krytyków. W oparciu o opinie z 54 recenzji serwis Rotten Tomatoes przyznał mu wynik 85%.
Niektórzy krytycy wytykają filmowi nieścisłości i artystyczną licencję względem prawdy historycznej. Ze szczególną krytyką spotkało się  uczynienie z Rasputina złoczyńcy w całości odpowiedzialnego za wybuch rewolucji lutowej. Twórcy odżegnywali się od oceniania filmu pod kątem historycznym. Don Bluth powiedział: Ten film nie ma za zadanie zmieniać historii. Ta opowieść to mit jedynie zainspirowany prawdziwymi wydarzeniami. W 2016 roku wystawiono na Broadwayu adaptację musicalową z przepisanym scenariuszem bliższym faktom historycznym. W wersji tej Rasputina usunięto i zastąpiono nowym antagonistą w postaci czekisty Gleba Waganowa, którego ojciec brał udział w egzekucji rodziny carskiej i zamierza dokończyć jego dzieło tropiąc Anastazję.